# تابرادجوت (آيت موسى)
تابرادجوت هو دُوَّار يقع بجماعة للا عزيزة، إقليم شيشاوة، جهة مراكش آسفي في المملكة المغربية. ينتمي الدوّار لمشيخة آيت موسى التي تضم 11 دوار. يقدر عدد سكانه بـ 358 نسمة حسب الإحصاء الرسمي للسكان والسكنى لسنة 2004.

## روابط خارجية
- البوابة الوطنية للجماعات الترابية نسخة محفوظة 12 مارس 2018 على موقع واي باك مشين.
- المندوبية السامية للتخطيط